# Wagoner (Oklahoma)
Wagoner es una ciudad ubicada en el condado de Wagoner en el estado estadounidense de Oklahoma. En el año 2010 tenía una población de 	8323 habitantes y una densidad poblacional de 462,39 personas por km².

## Geografía
Wagoner se encuentra ubicada en las coordenadas 35°57′20″N 95°22′41″O / 35.95556, -95.37806 (35.955501, -95.377938).

## Demografía
Según la Oficina del Censo en 2000 los ingresos medios por hogar en la localidad eran de $30,493 y los ingresos medios por familia eran $35,426. Los hombres tenían unos ingresos medios de $28,163 frente a los $21,331 para las mujeres. La renta per cápita para la localidad era de $14,178. Alrededor del 15.5% de la población estaban por debajo del umbral de pobreza.